# Spilosmylus reflexus
Spilosmylus reflexus is een insect uit de familie watergaasvliegen (Osmylidae), die tot de orde netvleugeligen (Neuroptera) behoort. 
Spilosmylus reflexus is voor het eerst wetenschappelijk beschreven door New in 1986. De soort komt voor in Nieuw-Guinea.